# 2012: Ледниковый период
«2012: Ледниковый период» (англ. 2012: Ice Age) — фильм-катастрофа 2011 года производства американской киностудии «The Asylum». Это третий фильм студии в «трилогии 2012». Два других: «2012: Судный день» и «2012: Супернова». Фильмы не связаны сюжетом.

## Сюжет
В результате сильного извержения в Исландии ледник откололся и двинулся на юг со скоростью 200 миль/ч, гоня перед собой поток морозного воздуха и сметая на своём пути, в частности, восточное побережье США. Попытки остановить айсберг вызывают лишь град ледяных осколков.

## В ролях
| Актёр          | Роль               |
| -------------- | ------------------ |
| Патрик Лабарто | Билл Харт          |
| Джули Маккало  | Тери Харт          |
| Ник Афанасьев  | Нельсон Харт       |
| Кэти Уилсон    | Джулия Харт        |
| Кайл Моррис    | Логан              |
| Джеральд Уэбб  | Джеральд           |
| Седрик Скотт   | сенатор Хоппер     |
| Тед Монте      | Гэри               |
| Шон Кори       | подполковник Синор |